# Alfons Wrona
Alfons Wrona (ur. 1915 w Mysłowicach, zm. 1988 tamże – początkowo zamierzał studiować malarstwo, względy materialne spowodowały zmianę planów. Ukończył Seminarium Nauczycielskie i pracował jako nauczyciel języka polskiego w Mysłowicach. Od stycznia 1940 do września 1942 działał w ZWZ w Mysłowicach, w grupie Floriana Adamskiego. Wraz z Piotrem Paździorem zajmował się kolportażem gazety podziemnej "Braciom na otuchę". Aresztowany przez Gestapo, skierowany do obozu policyjnego w Mysłowicach. W marcu 1943 umieszczony w KL Auschwitz (nr 109267). W 1945 ewakuowany do KL Mauthausen, następnie do podobozu w Ebensee. Wyzwolony przez wojska amerykańskie 9 maja 1945. Po powrocie do Polski wrócił do Mysłowic, zgłosił się do gen. Jerzego Ziętka, ten zaproponował mu wyjazd na Ziemie Zachodnie, gdzie brakowało pracowników administracji. Trafił do Kłodzka, potem do Bystrzycy Kłodzkiej. Tu początkowo prowadził biuro tłumaczeń, przy obecnej ul. Okrzei, następnie pracował w WSS „Społem”, gdzie spotkał współwięźnia Jana Liwacza. W roku 1965 w związku z procesem kapo obozowego Bernharda (Bernarda) Bonitza (nr obozowy 6) miał zeznawać przed sądem we Frankfurcie, lecz z niewyjaśnionych przyczyn nie otrzymał zgody na wyjazd.
Po wojnie amatorsko zajmował się malarstwem.
W 2008 w Bystrzycy Kłodzkiej otwarto wystawę prezentującą m.in. postać Alfonsa Wrony.